# Riccardo Giacconi
Riccardo Giacconi (n. 6 octombrie 1931, Genova, Regatul Italiei – d. 9 decembrie 2018, San Diego, California, SUA) a fost un fizician american de origine italiană, laureat al Premiului Nobel pentru Fizică în 2002 pentru contribuțiile de pionierat în astrofizică, contribuții ce au condus la descoperirea surselor cosmice de raze X.. Giacconi a primit jumătate din premiul Nobel, cealaltă jumătate fiind împărțită de Masatoshi Koshiba și Raymond Davis, Jr.